# 썬더버드 (2022년 영화)
썬더버드(Thunderbirds)는 대한민국에서 제작된 이재원 감독의 2022년 드라마 영화이다.

## 출연

### 주연
- 서현우 : 태균 역
- 이명로 : 태민
- 이설 : 미영 역
- 이미은 : 미영 동료업자 역